# Bruno Essoh Yedoh
Bruno Essoh Yedoh, né le 17 février 1963  à Orbaff en Côte d'Ivoire, est un évêque catholique ivoirien du diocèse de Bondoukou depuis 2019. En juin 2023, il est élu vice-président de la conférences épiscopales ivoirienne.

## Biographie
Bruno Essoh Yedoh est né le 17 février 1963 à Orbaff dans la préfecture de Dabou, du diocèse de Yopougon. Il fait d'abord des études secondaires au petit séminaire de Saint Joseph de Yopougon, étudie ensuite la théologie au grand séminaire Saint-Cœur de Marie à Anyama. Le 8 décembre 1990, il reçoit l'ordination sacerdotale et dévient prêtre du diocèse de Yopougon.
Après son ordination, il devient enseignant au petit Séminaire Saint Augustin de Bingerville en 1990. Il occupe cette fonction jusqu'en 1992, avant de commencer à enseigner à partir de 1992 au séminaire Saint Joseph de Bouaké. Il obtient par la suite une licence en philosophie à l'Institut catholique de Paris en octobre 1998 à la suite de quatre ans d'étude, entre 1994 et 1998. 
En 1998, il est nommé aumônier et responsable de la pastorale des lycées et collèges de Dabou, une fonction qu'il assure pendant deux années. En 2000, il devient curé de la paroisse de l'Immaculée Conception de Dabou. Puis en 2004, il est de nouveau nommé curé de la cathédrale Saint-André de Yopougon où il reste pendant six ans, de 2004 à 2010. De 2010 à 1015, il est curé de la paroisse Saint Matthieu de Niangon Cité verte toujours dans le diocèse de Yopougon. En 2015, il devient curé de la paroisse Saint Pierre, Niangon Sud à Yopougon. En 2016 il est nommé vicaire général du diocèse de Yopougon, une fonction qu'il occupe pendant trois années jusqu'en 2019.

### Épiscopat
Le 28 juin 2019, Bruno Essoh Yedoh est nommé évêque du diocèse de Bondoukou par le pape François. Il est ordonné le 28 septembre 2019 par le cardinal Jean-Pierre Kutwa avec comme co-consécrateur l'archevêque Paul-Siméon Ahouanan Djro et l'évêque Jean Salomon Lezoutié. Son ordination a lieu à Bondoukou au stade Ali Timité. Il devient ainsi le troisième évêque du Diocèse de Bondoukou.
Il rejoint par la suite la Conférence des évêques catholiques de Côte d'Ivoire, où il devient président de la commission épiscopale de la pastorale sociale – Service du Développement Humain Intégral. Dans ce rôle, il mène des actions humanitaires, notamment au nord de la Côte d'Ivoire. En juin 2023, il est élu vice-président de la conférences épiscopales ivoirienne lors de la 123e assemblée plénière de la conférence.